# Zentrale Ermittlungsstelle für Regierungs- und Vereinigungskriminalität
Die Zentrale Ermittlungsstelle Regierungs- und Vereinigungskriminalität (ZERV) war eine zwischen 1991 und 2000 existierende Berliner Polizeibehörde zur strafrechtlichen Aufarbeitung der SED- und DDR-Vergangenheit.
ZERV wurde am 1. September 1991 als kriminalpolizeiliche Dienststelle beim Polizeipräsidium Berlin gebildet und am 31. Dezember 2000 wieder aufgelöst. Nach der Senatsinnenverwaltung bearbeitete sie 20.327 Ermittlungsverfahren, von denen 16.323 Regierungskriminalität (Referat 2) und 4.004 vereinigungsbedingter Wirtschaftskriminalität (Referat 1) zugeordnet wurden. Leiter der ZERV war bis 1998 Manfred Kittlaus. Für die Behörde arbeiteten 500 Bundes- und Landesbeamte sowie 200 Ermittler der Berliner Polizei.

## Ermittlungsverfahren
Referat 1 (Wirtschaftskriminalität)
- Untreue/Unterschlagung des KoKo-Vermögens;
- Waffenhandel in Verbindung mit KoKo-Firmen;
- Erpressung und Nötigung von DDR-Bürgern zu Grundstücksverkäufen in Verbindung mit angestrebter Ausreise;
- Untreue/Unterschlagung von Vermögen der NVA, des MfS, der Vermögen von Parteien und Massenorganisationen der DDR;
- Unterschlagung von Finanzmitteln des Bundes, die für den Abzug der GUS-Truppen bereitgestellt worden waren
- Betrug in Verbindung mit der Währungsunion (geschätzter Schaden 20 Mrd. DM)

Referat 2 (Regierungskriminalität)
- 580 zur Verschleppung von Personen aus der Bundesrepublik Deutschland
- 50 betreffs Auftragsmorde des MfS
- 3236 bezüglich Tötungen an der innerdeutschen Grenze (Mauerschützenprozesse)
- 346 wegen Rechtsbeugung in Prozessen
- 430 gegen Vollzugspersonal von Haftanstalten (Misshandlungen von Häftlingen)
- 50 gegen Funktionäre wegen Dopings im Leistungssport, unter anderem im Sportmedizinischen Dienst der DDR[1][2][3]

Ein Fall der ZERV betraf ein per Dokumentenfund aufgedecktes Illegalisierungskonzept der Hauptabteilung VIII der DDR-Staatssicherheit. Mittels Legenden und falschen Papieren sollten sich die Stasi-Mitarbeiter in der freien Wirtschaft etablieren. Ermittelt wurde, dass Werner Hennig (Abteilung Finanzen) die Aufteilung des MfS-Vermögens auf standfeste Kader vorgesehen hatte, was laut ZERV allein in Berlin zu mehreren Dutzend Neugründungen von Sicherheitsfirmen nach der Wende und friedlichen Revolution führte.
Von verschwundenen, früheren Vermögenswerten der DDR hat die ZERV 2,5 Milliarden DM ermittelt.